# Atte Engren
Atte Tapani Engren  (* 19. Februar 1988 in Rauma) ist ein finnischer Eishockeytorwart, der seit August 2017 bei Helsingfors IFK aus der Liiga unter Vertrag steht.

## Karriere
Atte Engren begann seine Karriere als Eishockeyspieler in seiner Heimatstadt in der Nachwuchsabteilung von Lukko Rauma, für dessen U18- und U20-Junioren er zwischen 2004 und 2008 aktiv war. Parallel dazu gab der Torwart in der Saison 2006/07 sein Debüt im professionellen Eishockey für die U20-Nationalmannschaft Finnlands, welche als Gastmannschaft an der zweitklassigen Mestis teilnahm. Zudem wurde er im NHL Entry Draft 2007 in der siebten Runde als insgesamt 204. Spieler von den Nashville Predators ausgewählt, blieb jedoch zunächst in seiner finnischen Heimat. In der Saison 2007/08 stand er erstmals in der SM-liiga für Lukko Rauma zwischen den Pfosten, für das er ebenso ein Spiel absolvierte wie als Leihspieler für den Zweitligisten Hokki Kajaani. Die gesamte restliche Spielzeit verbrachte er allerdings bei Lukkos U20-Junioren.

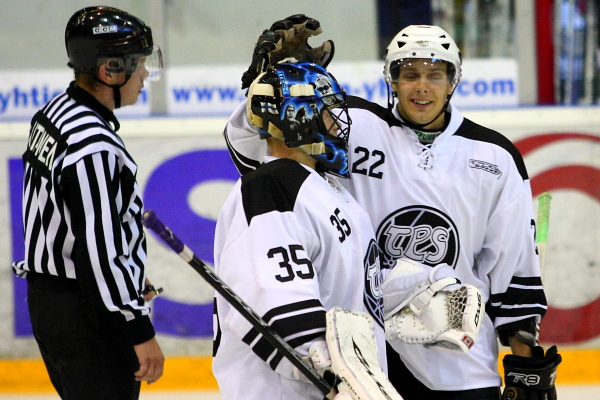
Atte Engren (Mitte) im Trikot von TPS Turku

Zur Saison 2008/09 wechselte Engren innerhalb der SM-liiga zu TPS Turku, für das er in seinem ersten Jahr sechs Mal in der SM-liiga spielte. Parallel wurde er mit den U20-Junioren von TPS aus der Nuorten SM-liiga Vizemeister in der entsprechenden Altersklasse und lief in fünf Spielen als Leihspieler für Kiekko-Vantaa in der Mestis auf. In der Saison 2009/10 konnte sich der ehemalige finnische Junioren-Nationalspieler in der Profimannschaft von TPS durchsetzen und führte seine Mannschaft als Stammtorwart neben dem US-Amerikaner David Leggio zum Gewinn des finnischen Meistertitels. Während seiner 35 Hauptrundeneinsätze wies er einen Gegentorschnitt von 2.63 Toren pro Spiel bei einer Fangquote von 92 Prozent auf. Bei seinen acht Playoff-Einsätzen konnte er sich sogar noch einmal steigern und ließ im Schnitt nur 1.82 Gegentore pro Spiel bei einer Fangquote von 93,5 Prozent zu. Als Lohn für seine guten Leistungen wurde er in das All-Star Team der SM-liiga gewählt und er erhielt die Urpo-Ylönen-Trophäe als bester Torwart der Liga.
In der Saison 2010/11 nahm Engren zunächst mit TPS Turku in der Saisonvorbereitung an der European Trophy teil. Im Viertelfinale schied er mit seiner Mannschaft gegen den späteren Meister Eisbären Berlin aus. In der anschließenden Hauptrunde der SM-liiga konnte er die Anzahl seiner Saisoneinsätze gegenüber dem Vorjahr deutlich steigern. Ende März 2011 wurde er von seinem Draftteam Nashville Predators, bei denen er im Vorjahr einen Zweijahresvertrag unterschrieben hatte, nach Nordamerika beordert und spielte bis zum Saisonende in vier Spielen für deren Farmteam Milwaukee Admirals in der American Hockey League. Auch in der Saison 2011/12 spielte er für Milwaukee in der AHL, ehe er im Mai 2012 zu TPS Turku zurückkehrte.
Im Mai 2013 wurde Engren vom HC Lev Prag verpflichtet und erreichte mit dem tschechischen KHL-Teilnehmer das Play-off-Finale. Nach dem Rückzug des Klubs vor der Saison 2014/15 wechselte Engren ligaintern zu Atlant Moskowskaja Oblast, wo er Stammtorhüter war und 56 KHL-Partien absolvierte. Aufgrund finanzieller Probleme zog sich Atlant nach der Saison 2014/15 vom Spielbetrieb zurück und Engren wechselte zum HK Spartak Moskau, der Atlants Startplatz übernahm.

### International
Für Finnland nahm Engren an der U18-Junioren-Weltmeisterschaft 2006 teil. Bei dieser erreichte er mit seiner Mannschaft den Gewinn der Silbermedaille, wobei er selbst als Ersatztorwart hinter Riku Helenius ohne Einsatz blieb.
Bei der Herren-Weltmeisterschaft 2013 gehörte er als dritter Torhüter zum Kader der finnischen Nationalmannschaft, blieb aber ohne Einsatz.

## Erfolge und Auszeichnungen
- 2006 Silbermedaille bei der U18-Junioren-Weltmeisterschaft
- 2009 Vizemeister der Nuorten SM-liiga mit TPS Turku
- 2010 Finnischer Meister mit TPS Turku
- 2010 SM-liiga All-Star Team
- 2010 Urpo-Ylönen-Trophäe